# Meridian Cup
UEFA-CAF Meridian Cup (česky doslova poledníkový pohár) byla fotbalová soutěž pořádaná v lichých letech v období let 1997 až 2007. Pořádaly jej společně evropská a africká fotbalová federace pro hráče mladší 18 let. Nejvíce vítězství získal celek Španělska, turnaj vyhrál celkem třikrát.

## Formát
V letech 1997 až 2005 se soutěže zúčastnily reprezentační týmy evropských a afrických zemí, v roce 2007 se proti sobě postavily výběry hvězd UEFA a CAF.

## Výsledky
| Ročník | Pořadatel    | Vítěz     | 2. místo  | Výsledek finále              | 3. místo    | 4. místo    | Výsledek zápasu o 3. místo   |
| ------ | ------------ | --------- | --------- | ---------------------------- | ----------- | ----------- | ---------------------------- |
| 1997   | Portugalsko  | Nigérie   | Španělsko | 3–2                          | Portugalsko | Řecko       | 2–1pp.                       |
| 1999   | Jižní Afrika | Španělsko | Ghana     | 2–1                          | Portugalsko | Egypt       | 0–0 (3–1 pen.)               |
| 2001   | Itálie       | Španělsko | Itálie    | hrálo se turnajovým způsobem | Portugalsko | Česko       | hrálo se turnajovým způsobem |
| 2003   | Egypt        | Španělsko | Švýcarsko | hrálo se turnajovým způsobem | Francie     | Anglie      | hrálo se turnajovým způsobem |
| 2005   | Turecko      | Francie   | Španělsko | hrálo se turnajovým způsobem | Turecko     | Portugalsko | hrálo se turnajovým způsobem |
| 2007   | Španělsko    | UEFA      | CAF       | 6–1, 4–0                     | –           | –           | –                            |